# Esperstedt (Thüringen)
Esperstedt is een plaats en voormalige gemeente in de gemeente Bad Frankenhausen/Kyffhäuser in de Duitse deelstaat Thüringen.
Tot 1 december 2007 was Esperstedt een zelfstandige gemeente.
Bad Frankenhausen · Esperstedt · Ichstedt · Ringleben · Seehausen · Udersleben